# Le Courrier des provinces maritimes
 (mars 2024).
Si vous disposez d'ouvrages ou d'articles de référence ou si vous connaissez des sites web de qualité traitant du thème abordé ici, merci de compléter l'article en donnant les références utiles à sa vérifiabilité et en les liant à la section « Notes et références ».
Le Courrier des Provinces Maritimes est un journal hebdomadaire canadien paraissant à la fin du XIXe siècle à Bathurst au Nouveau-Brunswick.

## Histoire

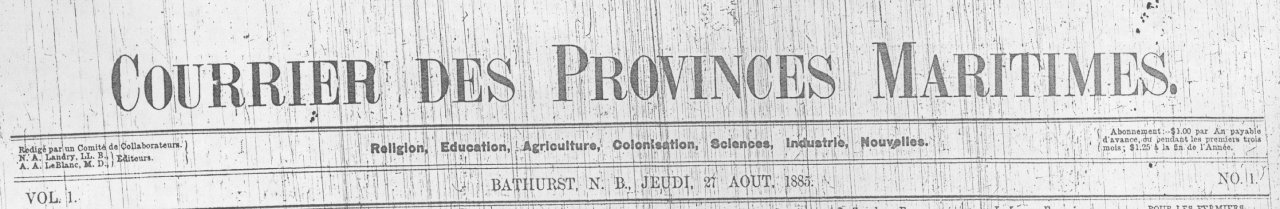
Image du premier numéro du Courrier des Provinces Maritimes.

Le Courrier des Provinces Maritimes a été fondé le 27 août 1885 par J. Théophile Allard, A. A. Boucher et Valentin Landry (futur fondateur de L'Évangéline).
Peter Veniot, futur premier ministre du Nouveau-Brunswick, en devient l'éditeur et l'imprimeur en 1887, puis le propriétaire en 1891.
En 1899, Peter Veniot vend le journal à Onésiphore Turgeon, qui le publie jusqu'en 1903, quand il ferme pour des raisons financières.
Les sujets de prédilection du journal étaient la politique, la religion, l'éducation, l'agriculture et la pêche. Il véhicula l'idéologie nationaliste des élites acadiennes dans le comté de Gloucester en se faisant le champion des droits et des intérêts des Acadiens.